# Javier Valle Riestra
Javier Maximiliano Alfredo Hipólito Valle Riestra González Olaechea, conosciuto semplicemente come Javier Valle Riestra (Lima, 5 gennaio 1932 – Lima, 6 luglio 2024), è stato un politico e avvocato peruviano.

## Biografia
Nato a Lima il 5 gennaio 1932, studiò diritto alla Pontificia Università Cattolica del Perù tra il 1950 e il 1956. Conseguì un dottorato in giurisprudenza presso l'Università Complutense di Madrid, dopodiché svolse la professione di avvocato.

### Carriera politica
Ancora studente universitario prese parte a diverse manifestazioni, chiedendo elezioni libere e democratiche. Incontrò quindi Ramiro Prialé, politico, che lo spinse ad entrare nel partito APRA.
Iniziò la sua carriera politica come membro del consiglio comunale di Lima, di cui divenne membro tra il 1963 e il 1969. Durante la dittatura militare del generale Juan Velasco Alvarado, andò in esilio in Spagna nel 1969.
Dopo la fine della dittatura militare di Velasco Alvarado, nel 1976 Valle Riestra ritornò in Perù e divenne membro dell'Assemblea costituente due anni dopo, della quale fece parte fino al luglio 1980. Successivamente venne eletto membro del Camera dei deputati, rappresentando la capitale Lima fino al luglio 1985, quando diventò membro del Senato. Rimase senatore fino allo scioglimento del Congresso a seguito del colpo di Stato del presidente Alberto Fujimori il 5 aprile 1992. All'interno sia della Camera dei deputati sia del Senato svolse l'incarico di presidente della commissione dei diritti umani, rispettivamente, dal 1980 al 1981 e dal 1985 al 1986.
Nel gennaio 1987 venne designato come rappresentante peruviano alla Commissione per i diritti umani.
Il 4 giugno 1998, Javier Valle Riestra venne nominato presidente del Consiglio dei ministri del Perù dal presidente peruviano Fujimori, in sostituzione di Alberto Pandolfi, dimissionario. Tuttavia, il 21 agosto seguente, poco meno di due mesi e mezzo dopo, il primo ministro si dimise a causa di alcune divergenze col capo del Paese. Il presidente Fujimori decise quindi di sostituire Valle Riestra, inserendo nuovamente Pandolfi come primo ministro.
Il 26 luglio 2006 fu eletto membro del Congresso della Repubblica in rappresentanza sempre di Lima, nella quale rimase membro fino al 26 luglio di cinque anni dopo.

### Morte
Ritiratosi dalla vita politica, Javier Valle Riestra morì a Lima il 6 luglio 2024, all'età di 92 anni.